# Sữa rửa mặt
Sữa rửa mặt là một sản phẩm tẩy rửa da mặt được sử dụng để loại bỏ lớp trang điểm, tế bào da chết, dầu, bụi bẩn, và các loại chất ô nhiễm khác từ da trên mặt. Giúp rửa sạch lỗ chân lông và ngăn ngừa các tình trạng da như mụn trứng cá. Sữa rửa mặt có thể được sử dụng như một phần của chế độ chăm sóc da cùng với nước cân bằng da và kem dưỡng ẩm.
Sử dụng sữa rửa mặt để loại bỏ bụi bẩn được xem là lựa chọn tốt hơn xà phòng hoặc một dạng sữa rửa mặt khác không được pha chế đặc biệt cho mặt vì những lý do sau:
- Xà phòng cục có độ pH cao (trong khoảng từ 9 đến 10), và độ pH bề mặt da đạt trung bình 4,7.[1] Điều này có nghĩa xà phòng có thể thay đổi cân bằng bề mặt trong da khiến gia tăng sự phát triển một số loại vi khuẩn, tăng mụn trứng cá.
- Xà phòng rửa mặt có chất cô đặc cho phép chúng mang hình dạng thỏi cục. Những chất cô đặc này có thể làm tắc nghẽn lỗ chân lông, dẫn đến mụn trứng cá.
- Sử dụng xà phòng cục trên mặt có thể loại bỏ chất dầu tự nhiên khỏi da tạo thành rào cản chống lại sự mất nước. Điều này khiến tuyến bã nhờn sản sinh quá mức dầu, một tình trạng được gọi là phản ứng tiết nhiều bã nhờn, sẽ dẫn đến lỗ chân lông bị tắc nghẽn. Để ngăn ngừa khô da, nhiều sữa rửa mặt kết hợp kem dưỡng ẩm.

## Các loại sữa rửa mặt
Các loại sữa rửa mặt khác nhau được phát triển cho người dùng có nhiều loại da khác nhau. Sữa rửa mặt hoạt tính thích hợp hơn cho da nhờn để ngăn ngừa mụn trứng cá. Tuy nhiên, chúng có thể bị khô và gây kích ứng da khô, điều này có thể khiến da tồi tệ hơn. Da khô rất có thể cần sữa rửa mặt dạng sữa dưỡng da có nhiều kem. Đây thường là quá nhẹ nhàng để có hiệu quả trên da dầu hoặc thậm chí da thường, nhưng da khô đòi hỏi ít hơn nhiều khả năng làm sạch da. Có lẽ là ý tưởng tốt khi chọn sữa rửa mặt không chứa cồn để sử dụng trên da khô, nhạy cảm hoặc mất nước.
Một số sữa rửa mặt có thể kết hợp hương thơm hoặc tinh dầu. Tuy nhiên, đối với một số người, sữa rửa mặt này có thể gây kích ứng da và thường gây phản ứng dị ứng. Những người có độ nhạy như vậy nên tìm sữa rửa mặt cân bằng độ pH, có ít chất kích thích hơn, phù hợp với nhiều loại da biến đổi và không làm cho da bị mất nước ngay sau khi rửa sạch. Da căng cứng, không thoải mái thường mất nước và có thể xuất hiện vết bóng láng sau khi rửa sạch, ngay cả khi không có bã nhờn. Điều này là do hiệu ứng se khít và 'tẩy' của một số sữa rửa mặt có thể có trên da. Người dùng nên ngưng sử dụng sữa rửa mặt gây nên cân bằng da; sữa rửa mặt nên dùng trên da không dị ứng nó. Tìm đúng sữa rửa mặt có thể liên quan đến một số thử nghiệm tìm lỗi.